# 普洛普鄉

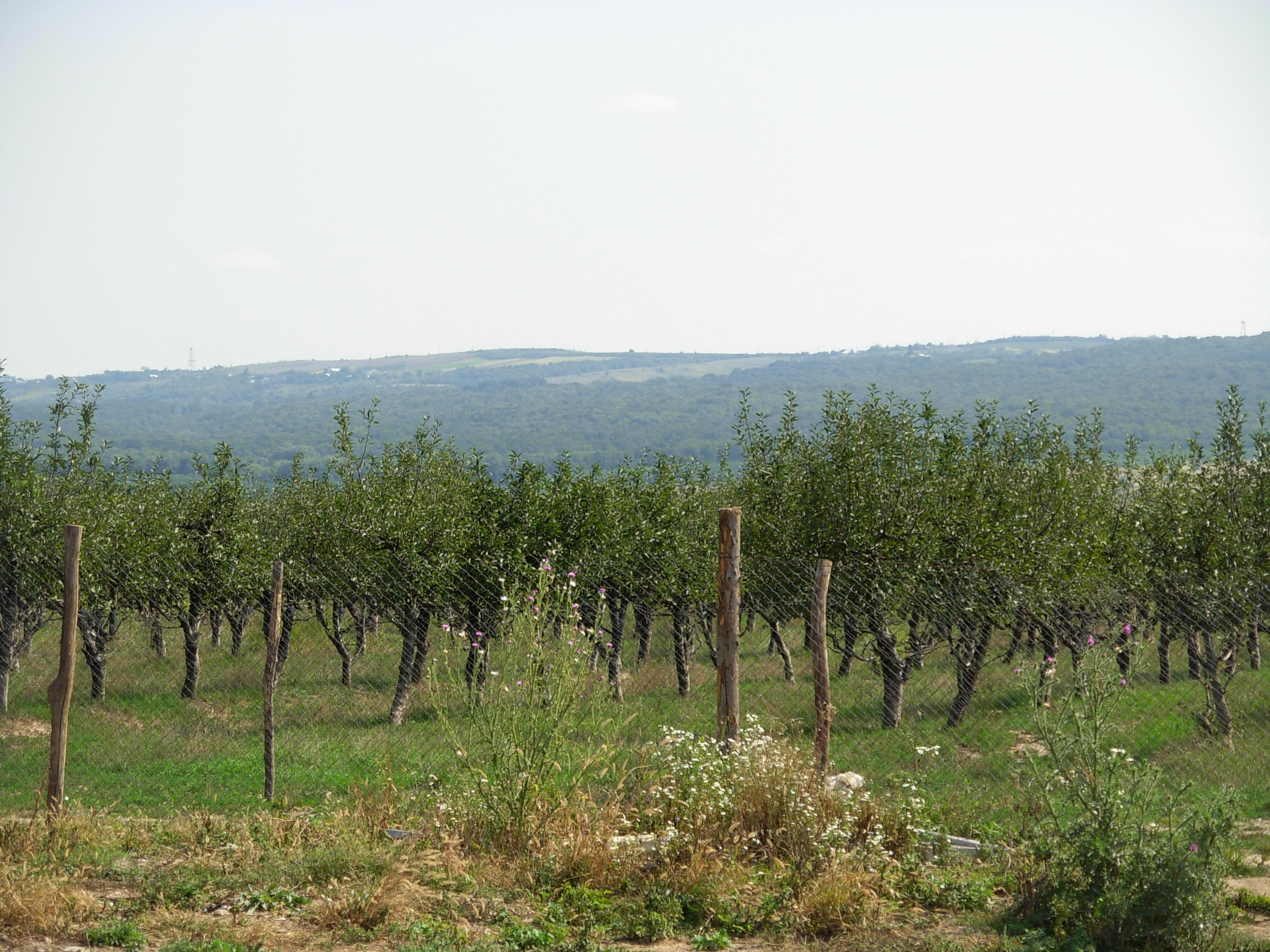

45°1′N 26°8′E / 45.017°N 26.133°E
普洛普鄉（羅馬尼亞語：Comuna Plopu, Prahova），是羅馬尼亞的鄉份，位於該國中南部，由普拉霍瓦縣負責管轄，面積44平方公里，海拔高度205米，2007年人口2,381，人口密度每平方公里54人。